# Serrat de Segan
El Serrat de Segan és un serrat del municipi de Conca de Dalt, antigament del d'Hortoneda de la Conca, situada just al sud-est del poble d'Hortoneda, en l'àmbit del poble de Segan. La seva continuïtat cap al sud-est, en direcció a la Serra de Boumort és la Serra de la Travessa. El seu vessant meridional és la Solana del Graller, i el septentrional, l'Obaga del Serrat de Segan. A migdia del serrat discorre la llau de Segan, i al nord, la llau de Lleixier.